# Vlastní vila Oldřicha Lisky s projekční kanceláří
Vlastní vila Oldřicha Lisky je rodinný dům tohoto architekta, který zahrnoval i projekční kancelář. Vila byla zbudována v roce 1932 ve Střelecké ulici v Hradci Králové a autorem architektonického návrhu ve funkcionalistickém stylu byl sám Oldřich Liska.

## Umístění

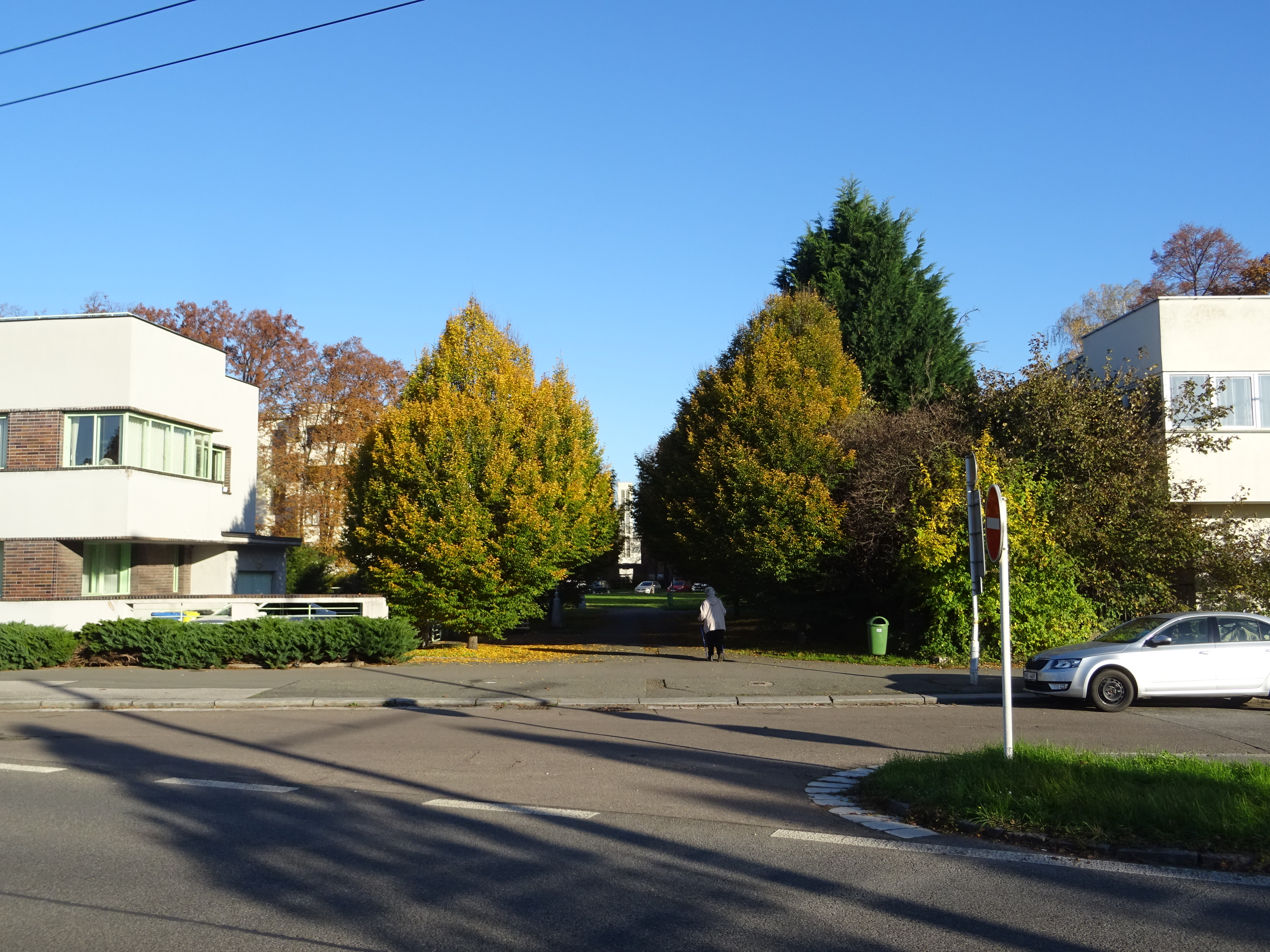
Průhled mezi Liskovou a Švorčíkovou vilou na Sbor kněze Ambrože

Vila na adrese Střelecká 824/47 v Hradci Králové je situována v místě obloukového prohnutí Střelecké ulice, čemuž odpovídá i prohnutý půdorys domu samotného. Společně se sousední vilou Aloise Švorčíka, kterou navrhoval rovněž Liska, tvoří pomyslnou vstupní bránu do tehdy nově vznikajících obytných bloků (dnešní Sady architekta Lisky) s průhledem opticky uzavřeným Gočárovým Sborem kněze Ambrože.

## Historie
Projekt vily byl schválen stavebním úřadem 6. listopadu 1931. Samotná stavba pak probíhala od 2. června a 10. prosince 1932 a realizoval ji zřejmě stavitel Václav Bečvář, který stavěl i sousední Švorčíkovu vilu. Dům se stal sídlem rodiny a projekční kanceláře architekta Oldřicha Lisky v roce 1933. V roce 1947 architekt vilu prodal a odstěhoval se do Opavy. V roce 1948 pak vila přešla do majetku státu a byla zde zřízena mateřská škola (z toho důvodu došlo k přepažení vnitřních prostor a také k poničení velké části interiérového vybavení). Po roce 1989 budova několik let sloužila jako sídlo zdejšího Občanského fóra a poté Občanské demokratické strany. Vila pak přešla do majetku Magistrátu města Hradec Králové, který ji vlastní dosud (2020). V roce 2000 proběhla oprava oken (posuvná okna včetně rámů jsou původní). V roce 2018 byl komplex vily společně se zahradou, bazénem a ohrazením zapsán do seznamu kulturních památek. V objektu se do současnosti dochoval například krb obložený řeckým mramorem s barevnou mozaikou nebo původní oplocení zahrady včetně ocelových tyčí v části u garáží.

## Architektura
Vila se skládá ze dvou křídel: hlavního, jednopatrového, které vede rovnoběžně se Střeleckou ulicí, a příčného, dvoupatrového, které tvoří přechod mezi nízkou vilovou zástavbou a třípatrovou zástavbou blokovou, která na tento segment domu navazuje. Fasády podélného křídla jsou členěny horizontálními pásy s okny v zelených rámech, plochy mezi okny jsou obloženy hnědým kabřincem, kterým je obložena i celá fasáda příčného křídla. Nápadnými prvky exteriéru jsou také antikizující peristyl v zahradě a balkón nad hlavním vchodem, podepřený stylizovaným sloupem.
V suterénu domu byly umístěny technické prostory (sklepy), přízemí bylo primárně určeno pro projekční kancelář a v patře byly navrženy obytné prostory pro rodinu Oldřicha Lisky. Ve druhém patře pak byl pokojík pro služku (hostinská garsoniéra) a prádelna. Vertikální komunikaci v domě zajišťovala schodišťová hala s krbem, která sloužila mj. i k hudebním produkcím. Součástí architektonického návrhu byly také některé kusy nábytku, včetně jejich umístění, umístění krbu a především design posuvné stěny do obývacího pokoje.

## Zajímavost
Jen pár desítek metrů od této vily se nachází vila Marie Šanderové z roku 1909, která je vůbec první Liskovou architektonickou realizací.